# Tsuri-daiko
Le tsuri-daiko (釣り太鼓) aussi appelé gaku-daiko (楽太鼓) est un grand tambour suspendu japonais. Il se joue avec deux maillets d'un seul côté. Il est principalement utilisé dans les orchestres de bugaku.

### Vidéo
- « Tsuri-daiko », sur youtube.com (consulté le 7 mars 2022).